# Socha Panny Marie Svatohorské (Pulice)
Socha Panny Marie Svatohorské se nachází asi 1,2 km severovýchodně od centra Opočna v okrese Rychnov nad Kněžnou, na hranicích katastrů Opočna a Pulic, u silnice II/298 z Opočna do Dobrušky a její odbočky do Pulic, v okrese Rychnov nad Kněžnou. Jako výrazný krajinný prvek stojí na návrší Holoubkův kopec ve výšce asi 298 m n. m. s výhledem do okolí.
Je to pozdně barokní kulturní památka zhotovená v roce 1741 neznámým sochařem. Nechal ji zhotovit držitel opočenského panství kníže Rudolf Josef Colloredo.
Panna Marie stojí na kvádrovém podstavci, ozdobeném volutami. Je obklopena andílky (u nohou má tři, u hlavy světice jsou další dva). Jezulátko i Panna Maria mají na sobě královská roucha. Na podstavci je reliéf sv. Barbory v ozdobném medailonku. Sousoší je ohrazeno kamennou balustrádou. Podstavec sochy je pokryt latinskými nápisy oslavujícími jak svatou patronku, tak i donátory celého díla.